# Тампонада
Тампона́да (нем. Tamponade, от фр. tampon  — затычка) — введение в рану ватных или марлевых тампонов или тканей человека или животных с целью остановки кровотечения. Применяется в случаях невозможности (из-за глубины повреждения) или нецелесообразности (например, при носовом кровотечении) наложения швов. Для достижения гемостатического эффекта тампоны должны заполнять рану и оказывать давление на кровоточащие ткани. Также тампонадой в медицине может называться патологическое состояние, при котором происходит заполнение в норме свободных полостей посторонним содержимым, например тампонада сердца вследствие заполнения пространства между листками перикарда экссудатом.
Тампоны изготавливают из марли, синтетических тканей и других перевязочных материалов, специальных биологических материалов (например, коллагеновой губки, импрегнированной тромбином, антибиотиками). При применения для тампонады тканей человека они должны быть аутоиммунны.